# آلن اسمیت (فیزیوتراپیست)
آلن اسمیت (انگلیسی: Alan Smith؛ زادهٔ ۱ ژانویهٔ ۱۹۵۰) فیزیوتراپیست، و بازیکن فوتبال اهل بریتانیا است.
از باشگاه‌هایی که در آن بازی کرده‌است می‌توان به باشگاه فوتبال میدلزبرو اشاره کرد.